# Orquestra Johann Strauss de Viena
A Orquestra Johann Strauss de Viena é uma orquestra austríaca baseada em Viena. A orquestra foi fundada em 1966, tendo Eduard Leopold, sobrinho de Johann Strauss III, como primeiro maestro da orquestra, permanecendo no cargo até o ano de sua morte, em 1969 e executando uma turnê pelos Estados Unidos, em Outubro de 1966. Willi Boskovsky foi eleito o novo diretor musical da orquestra.